# Зиновьев, Владимир Андреевич
Владимир Андреевич Зиновьев (1882—1963) — советский учёный, зав. кафедрой теоретической механики МХТИ им. Д. И. Менделеева (1934—1963).

## Биография
Родился в 1882 г. Окончил Орловскую гимназию (1900), юридический факультет МГУ (1904) и техническое отделение МТУ (1912).
С 1911 г. механик на фабрике Товарищества братьев Мамонтовых (будущий Государственный пресненский завод лаков и красок). После национализации — директор этого завода, в 1922—1928 гг. — главный инженер.
С мая 1932 г. заведующий кафедрой лаков и красок и главный инженер проектного бюро МИХМ.
С 1933 г. зав. кафедрой деталей машин, с 1934 г. зав. кафедрой теоретической механики МХТИ им. Д. И. Менделеева.
Доктор технических наук, профессор.
Автор программ по курсам теории механизмов и машин и курсу деталей машин для химико-технологических вузов.

## Сочинения
- Теория механизмов и машин [Текст] : [Учеб. пособие для немашиностроит. вузов]. — Москва : Машгиз, 1955. — 164 с. : черт.; 23 см.
- Теория механизмов и машин [Текст] : [Учеб. пособие для немехан. специальностей вузов]. — 2-е изд., испр. и доп. — Москва : Машгиз, 1959. — 188 с. : черт.; 23 см.
- Теория механизмов и машин [Текст] : [Учеб. пособие для немехан. специальностей вузов]. — 3-е изд., испр. и доп. — Москва : Высш. школа, 1963. — 201 с. : черт.; 22 см.
- Théorie des mécanismes et des machines [Текст] / V. Zinoviev ; Trad. du russe par Damadian. — Moscou : Paix, 1965. — 215 с. : ил.; 23 см.
- Детали машин [Текст] : [Учебник для немехан. специальностей втузов] / Вл. А. Зиновьев, Н. А. Пришедько, С. А. Вильниц ; Под ред. В. А. Зиновьева. — 2-е изд. — Москва : Высш. школа, 1964. — 348 с. : черт.; 22 см.
- Детали машин [Текст] : [Учебник для немехан. специальностей втузов] / Вл. А. Зиновьев, Н. А. Пришедько, С. А. Вильниц ; Под ред. проф. В. А. Зиновьева. — Москва : Машгиз, 1960. — 327 с. : черт.; 23 см.
- Курс теории механизмов и машин [Текст] : учеб. пособие для втузов / В. А. Зиновьев. — М. : Наука, 1975. — 384 с.

## Награды
- Заслуженный деятель науки и техники РСФСР.

Награждён орденами Трудового Красного Знамени, «Знак Почёта», медалями: «За доблестный труд в Великой Отечественной войне 1941—1945 гг.», «В память 800-летия Москвы».
Похоронен на 12 участке Ваганьковского кладбища.